# 同軸ケーブル饋電方式
同軸ケーブル饋電方式（どうじくケーブルきでんほうしき）とは、鉄道の交流電化で用いられる饋電方式の一つである。
架線・レールをそれぞれ同軸ケーブルの内部導体・外部導体と接続することで饋電する。内部導体・外部導体を逆相で饋電電流が流れることにより、通信誘導障害が軽減される。AT饋電方式、BT饋電方式で用いるAT、BTを必要としないため布設面積が小さく、大都市・トンネル区間に適するとされる。

## 同軸ケーブル饋電方式の例
- JR東海大崎変電所（新幹線）東京駅方面の饋電を同軸ケーブル饋電方式で行っている。